# Wollige franjehoed
De wollige franjehoed (Psathyrella artemisiae) is een schimmel behored tot de familie Psathyrellaceae. Hij leeft saprotroof op dode hout van zowel van loof- als naaldbomen. Hij is te vinden op takken en andere houtfragmenten of op de grond, zelden op stronken of stammen. Hij komt voor in loof- en naaldbossen, soms in lanen of in heidevegetaties, op min of meer voedselarme, zure, zandige bodems.

## Kenmerken

### Uiterlijke kenmerken
Lamellen
De lamellen zijn relatief dicht. De kleur is aanvankelijk crèmekleurig, later donkerroodbruin tot bruin.
Steel
De steel heeft een lengte van 3–5 cm en een dikte van 0,2–0,4 cm. De vorm is cilindrisch, soms licht gebogen. De kleur is witachtig tot lichtbruin, bedekt met witte, vezelige resten. De ring is behaard in de jonge fase, maar verdwijnt snel.
Geur en smaak
Het vlees is crèmekleurig tot bruinachtig, met een milde smaak en een vage geur.
Sporenprint
De sporenprint is donkerbruin tot zwartbruin. 

### Microscopische kenmerken
De sporen zijn glad, elliptisch en meten 7–9 × 3,5–4,5 µm.

## Verspreiding
In Nederland komt de wollige franjehoed algemeen voor.